# Chicago Heat
Chicago Heat is de zesde aflevering van het eerste seizoen van de televisieserie ER, die voor het eerst werd uitgezonden op 20 oktober 1994.

## Verhaal
Op de heetste dag van oktober, en de airco in het ziekenhuis is defect, wordt Dr. Greene opgeroepen om te werken op zijn vrije dag. Aangezien zijn vrouw Jennifer weg is moet hij noodgedwongen zijn dochter Rachel mee naar zijn werk nemen.
Dr. Ross krijgt een jong meisje onder behandeling met een cocaïne overdosis, hij denkt meteen dat haar vader hier schuld aan heeft. Later blijkt het toch anders te liggen en is dan zijn excuses schuldig aan de vader. Nadat hij onaangekondigd bij Hathaway aan de deur is geweest voelt hij zich ongemakkelijk, dit verandert als hij de nieuwe knappe vertegenwoordigster van medicijnen ontmoet.
De zus van Dr. Lewis, Chloe, verschijnt ineens in het ziekenhuis, dakloos en blut. Tegen beter weten in neemt Dr. Lewis haar in huis. Als Dr. Lewis later thuis komt dan is Chloe, haar TV en geld verdwenen.
Dr. Benton probeert het leven van een tiener te redden die neergeschoten is door Ivan de winkeleigenaar. De tiener had kortgeleden de winkel overvallen en Ivan wilde wraak nemen.

## Rolverdeling

### Hoofdrol
- Anthony Edwards - Dr. Mark Greene
- Yvonne Zima - Rachel Greene
- George Clooney - Dr. Doug Ross
- Sherry Stringfield - Dr. Susan Lewis
- Kathleen Wilhoite - Chloe Lewis
- Eriq La Salle - Dr. Peter Benton
- John Terry - Dr. David 'Div' Cvetic
- Rick Rossovich - Dr. John 'Tag' Taglieri
- Tyra Ferrell - Dr. Sarah Langworthy
- Noah Wyle - John Carter
- Julianna Margulies - verpleegster Carol Hathaway
- Conni Marie Brazelton - verpleegster Connie Oligario
- Yvette Freeman - verpleegster Haleh Adams
- Ellen Crawford - verpleegster Lydia Wright
- Vanessa Marquez - verpleegster Wendy Goldman
- Deezer D - verpleger Malik McGrath
- Abraham Benrubi - Jerry Markovic

### Gastrol
- Andrea Parker - Linda Farrell
- Richard Brooks - Mr. Freeman
- Karla Green - Kanesha Freeman
- Ebony Monique Solomon - Shandra Freeman
- Barry Shabaka Henley - rechercheur
- John LaMotta - Ivan Gregor
- Emily Wagner - Doris Pickman
- Jonathan Slavin - Ron
- Valeri Ross - McGillis
- Helen Geller - Jean

en vele andere